# Three Weeks
Three Weeks è un film muto del 1924 diretto da Alan Crosland. Il romanzo di Elinor Glyn era già stato portato sullo schermo nel 1914 in un'altra versione di Three Weeks diretta da Perry N. Vekroff. Nel 1917, il regista ungherese Márton Garas aveva firmato Három hét, la cui copia è ancora esistente.
Nel ruolo minore di Peter, appare il nome dell'astrologo Dane Rudhyar. Tra le comparse, Tom Tyler.
Fu il primo grande successo nella carriera di Aileen Pringle.

## Trama
La regina di Sardalia è infelicemente sposata con il brutale re Costantino II. Decide, allora, di prendersi alcune settimane di vacanza lasciando il paese, il marito e la sua vita di tutti i giorni. In Svizzera, dove si è recata, incontra Paul Verdayne. I due si innamorano e si recano insieme a Venezia dove vivono intensamente il loro amore. Dopo tre settimane, però, devono lasciarsi: la vita di Paul è in pericolo, minacciata dagli sgherri del re. Passano tre anni: la passione non è spenta e la regina riesce a rivedere Paul a Sardalia. Il re, furioso, li scopre e spinto dalla gelosia uccide la moglie.
Anni dopo. Paul, ritornato a Sardalia per assistere all'incoronazione del giovane principe che, in realtà, è figlio suo, ricorda il suo grande amore che non ha mai potuto dimenticare.

## Produzione
Il film fu prodotto dalla Goldwyn Pictures Corporation

## Distribuzione

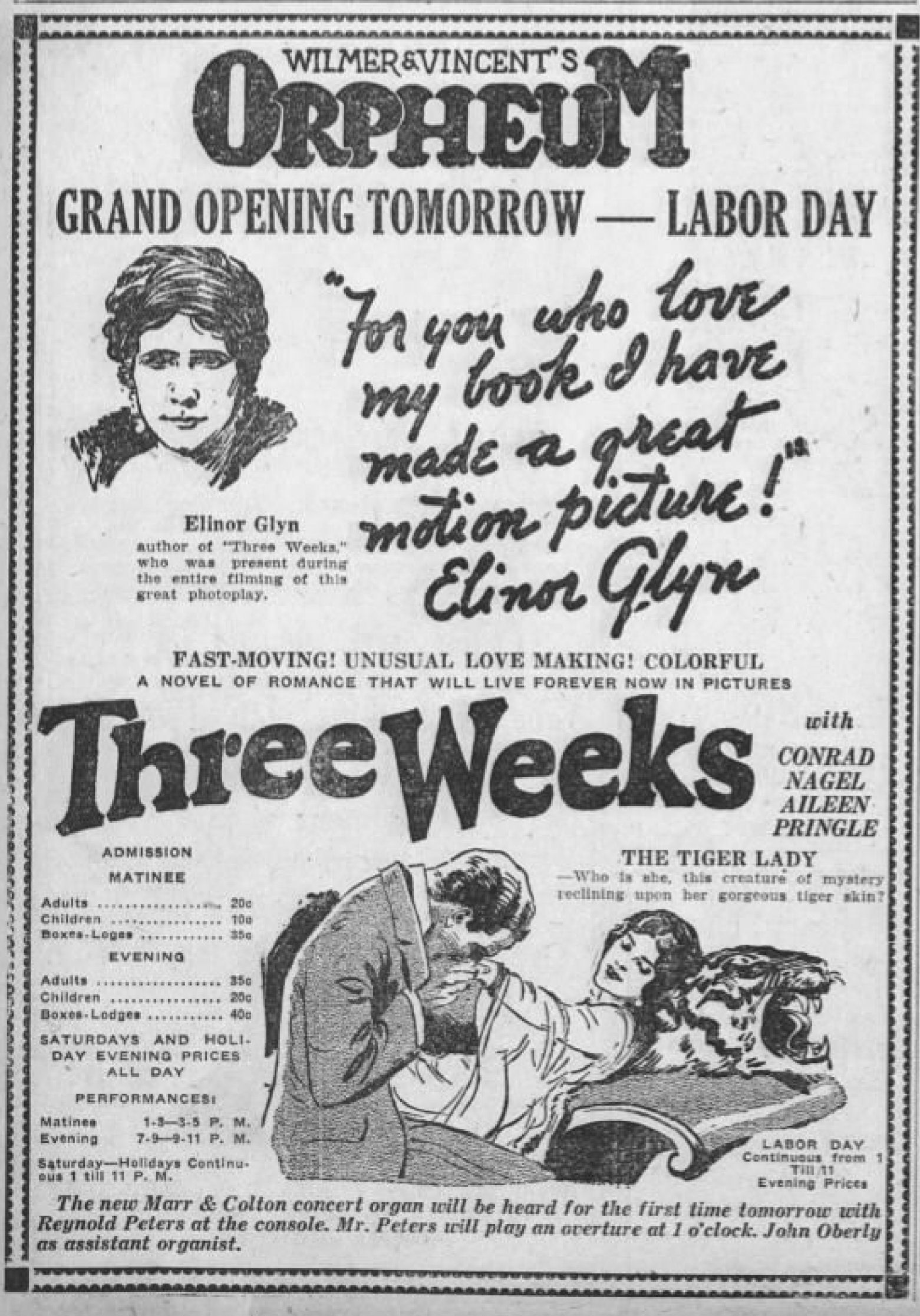
Pubblicità su Morning Call(31 agosto 1924)

Il copyright del film, richiesto dalla Goldwyn Pictures, fu registrato il 12 marzo 1924 con il numero LP19980.
Distribuito dalla Goldwyn-Cosmopolitan Distributing Corporation, il film uscì nelle sale cinematografiche statunitensi il 10 febbraio 1924. Nel Regno Unito, fu distribuito con il titolo The Romance of a Queen. In Finlandia, il film uscì il 1º dicembre 1924 come Kolme viikkoa; in Germania fu distribuito nel gennaio 1925 come Liebesurlaub einer Königin. Uscì anche in Portogallo il 21 novembre 1928 come Amor Fatal.
Copia completa della pellicola si trova conservata negli archivi del Gosfilmofond di Mosca.